# Dziemidki
Dziemidki (biał. Дзямідкі; ros. Демидки) – wieś na Białorusi, w obwodzie mińskim, w rejonie wilejskim, w sielsowiecie Dołhinów.

## Historia
W czasach zaborów w granicach Imperium Rosyjskiego.
W latach 1921–1945 wieś leżała w Polsce, w województwie nowogródzkim (od 1926 w województwie wileńskim), w powiecie duniłowickim (od 1926 w powiecie wilejskim), w gminie Budsław.
Według Powszechnego Spisu Ludności z 1921 roku zamieszkiwały tu 324 osoby, 261 było wyznania rzymskokatolickiego, 63 prawosławnego. Jednocześnie 213 mieszkańców zadeklarowało polską przynależność narodową, a 111 białoruską. Było tu 66 budynków mieszkalnych. W 1931 w 72 domach zamieszkiwało 385 osób.
Miejscowość należała do parafii rzymskokatolickiej w Budsławiu i prawosławnej w Dołhinowie. Podlegała pod Sąd Grodzki w Krzywiczach i Okręgowy w Wilnie; właściwy urząd pocztowy mieścił się w Budsławiu.
Do 1973 miejscowość wchodziła w skład sielsowietu Wołkołatka.